# Asteriornis
Asteriornis byl rod malého pravěkého ptáka z kladu Neornithes, žijícího na úplném konci křídové periody (asi před 66,8 až 66,7 miliony let) na území dnešní Belgie. Formálně byl typový druh A. maastrichtensis popsán v březnu roku 2020 v periodiku Nature. Jedná se o jednoho z nejstarších známých zástupců "moderních" ptáků, žijícího na konci křídové éry, tedy ještě v době nadvlády dinosaurů nad pevninami planety.

## Popis
Asteriornis byl malým opeřencem o odhadované délce kolem 30 centimetrů a hmotnosti kolem 400 gramů. Žil zřejmě v blízkosti mořského pobřeží a byl nejspíš všežravcem. Pravděpodobně měl vývojově blízko ke kladu Galloanserae, kam řadíme kurovité a vrubozobé ptáky. Byl tedy vzdáleně příbuzný například současným kurům, husám nebo labutím.
Fosilie tohoto pravěkého ptáka byly objeveny v mořských sedimentech souvrství Maastricht, od kterého taxon odvozuje také své druhové jméno. Rodové jméno odkazuje jak k titánce Asterii, tak i k asteroidu (planetce) Chicxulub, která dopadla před 66 miliony let do oblasti proto-Karibiku a pravděpodobně způsobila hromadné vymírání na konci křídy.